# Stenodynerus lineatifrons
Stenodynerus lineatifrons är en stekelart som beskrevs av Richard Mitchell Bohart 1948. Stenodynerus lineatifrons ingår i släktet smalgetingar, och familjen Eumenidae. Inga underarter finns listade i Catalogue of Life.